# هاروی جیکبسن
هاروی جیکبسن (انگلیسی: Harvey Jacobson؛ زاده ۱۹۵۶) تاجر و کارآفرین اهل انگلستان است.